# Tomasz Wójtowicz
Tomasz Wójtowicz, född 22 september 1953 i Lublin, död 24 oktober 2022, var en polsk volleybollspelare.
Wójtowicz blev olympisk guldmedaljör i volleyboll vid sommarspelen 1976 i Montréal. Under senare år jobbade han även som kommentator inom samma sport.